# Charles Higham
Charles Higham (Londres, 18 de febrero de 1931 - 21 de abril de 2012) fue un autor y poeta. Higham fue galardonado con el "Prix des Créateurs" de la Académie Française y el "Premio Londres" de la Poetry Society.
Publicó dos primeros libros de versos en Inglaterra, antes de trasladarse a Sídney, Australia en 1954, donde a los veintitrés años ya era un libro importante y crítico de cine. Se convirtió en el editor literario de El Boletín y publicó tres colecciones de poesía.
Higham fue elegido por la Universidad de California como profesor regente, un honor otorgado a destacadas figuras literarias en países extranjeros, y mientras en la UC  Santa Cruz se hizo el descubrimiento de los perdidos imágenes deIt's All True, Orson Welles 'incompleta América Latina tríptico. En Las películas de Orson Welles(1970) afirmaba que el cineasta sufrió un "miedo de realización" que llevó a abandonar los proyectos de Welles cuando estaban casi terminado, a fin de poder culpar a otros de sus defectos. Amigos de Welles, en particular, Peter Bogdanovich, ha criticado esta tesis. El libro obtuvo Higham un completo páginas en Newsweek como el detective de película, y fue contratado como New York Times Hollywood articulista para el domingo Sección de Teatro.
Su primera obra fue Kate(1975), la primera biografía autorizada de Katharine Hepburn, y fue seguido por otros: Bette, la vida de Bette Davis, Lucille Ball ,La Duquesa de Windsor (1988, 2004) y Howard Hughes, que sirvió como base para la película de Martin Scorsese El Aviador (2004). También escribió Hermanas: La historia de Olivia de Havilland y Joan Fontaine, en 1984, acerca de la legendaria enemistad entre el Olivia de Havilland y Joan Fontaine.
Higham también escribió Asesinato en Hollywood: resolver un misterio Cine Mudo en la muerte de William Desmond Taylor y una biografía de Jennie Churchill (la madre de Winston Churchill).
Con Roy Moseley (n. 1938), con quien más tarde tuvo una grave caída hacia afuera (en la primera edición de las memorias de Moseley de Bette Davis, Higham se llama "mi gran amigo", pero en la segunda edición revisada es un autor con "dudoso "y su nombre se omite en el acuse de recibo), que ha escrito biografías de Cary Grant, Merle Oberon, la reina Isabel II y el príncipe Felipe de Edimburgo (Isabel y Felipe: La historia jamás contada, 1991).

## Escritos

### Teatro y filmes
- The Films of Orson Welles
- Kate
- Bette, the Life of Bette Davis
- Howard Hughes
- Hollywood in the Forties (coescrito con Joel Greenberg)
- Errol Flynn: The Untold Story
- Merchant of Dreams: Louis B. Mayer, M.G.M., and the Secret Hollywood
- Sisters: The Story of Olivia De Haviland and Joan Fontaine
- Murder in Hollywood: Solving a Silent Screen Mystery
- Audrey: a Biography of Audrey Hepburn
- Marlene
- Charles Laughton
- The Art of the American film, 1900-1971

### Realeza
- Elizabeth and Philip: The Untold Story
- The Duchess of Windsor

### Ficción
- The Midnight Tree

### General
- The Adventures Of Conan Doyle
- Dark Lady: Winston Churchill's Mother and Her World

### Poesía
- A Distant Star
- Spring And Death
- The Earthbound
- Noonday Country
- The Voyage To Brindisi

### Antologías
- They Came To Australia
- Australians Abroad
- Penguin Australian Writing Today

### Política
- Trading With The Enemy: The Nazi-American Money Plot 1933-1949
- American Swastika